# Самсоница (Угольское сельское поселение)
Самсоница — деревня в Шекснинском районе Вологодской области.
Входит в состав сельского поселения Угольского, с точки зрения административно-территориального деления — в Угольский сельсовет.
Расстояние по автодороге до районного центра Шексны — 30 км, до центра муниципального образования Покровского — 4 км. Ближайшие населённые пункты — Осютино, Максимовское, Подолец.
По данным переписи в 2002 году постоянного населения не было.